# Ermin Bičakčić
Ermin Bičakčić (* 24. Januar 1990 in Zvornik, SFR Jugoslawien) ist ein bosnisch-herzegowinischer Fußballspieler, der auch die deutsche Staatsangehörigkeit besitzt. Nach 9 Jahren bei der TSG 1899 Hoffenheim stand er zuletzt bei Eintracht Braunschweig unter Vertrag.

## Verein
Jugend

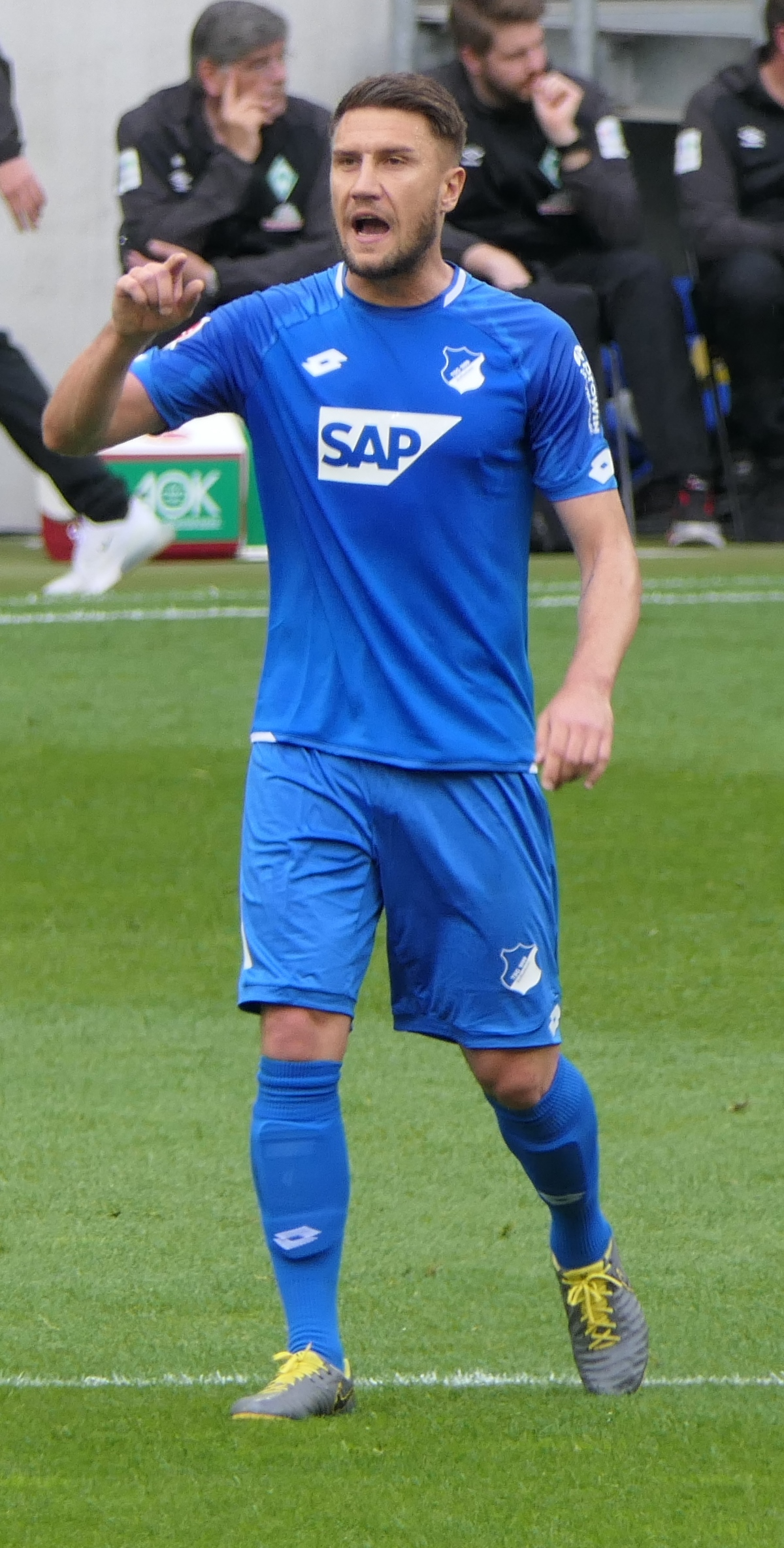
Ermin Bičakčić bei der TSG Hoffenheim 2019

Ermin Bičakčić wurde 1990 als Sohn eines Lehrers und der Besitzerin eines Supermarkts im jugoslawischen Zvornik geboren. Im Alter von zwei Jahren flüchtete er mit seiner Familie vor dem Bosnienkrieg nach Österreich, von wo er ein Jahr später ins baden-württembergische Neckarsulm kam. 1995 begann er in der Jugend der SpVgg Möckmühl mit dem Fußballspielen und wechselte im Januar 2005 zum damaligen FC Heilbronn (heute: FC Union Heilbronn). Im Juli 2005 wurde er in die Jugend des VfB Stuttgart aufgenommen.
VfB Stuttgart
Ab der Saison 2009/10 gehörte er dem Kader der zweiten Mannschaft des VfB an. Sein Profidebüt gab Bičakčić am 23. März 2010 am 25. Spieltag der Saison 2009/10 für die VfB-Reserve in der 3. Profi-Liga beim 3:0-Heimsieg gegen den SV Sandhausen. Am 27. Oktober 2010 kam er in der zweiten Runde des DFB-Pokals zu seinem ersten Einsatz in der ersten Mannschaft des VfB, als er gegen den Chemnitzer FC zur zweiten Halbzeit für Georg Niedermeier eingewechselt wurde. Am 1. Dezember 2010 absolvierte er im Gruppenspiel der UEFA Europa League 2010/11 gegen den BSC Young Boys Bern sein Europapokaldebüt.
Sein Bundesligadebüt gab er am 19. Dezember 2010, als er am letzten Spieltag der Hinrunde beim 3:5 gegen den FC Bayern München in der Startaufstellung stand. Am 29. Juli 2011 erzielte Bičakčić in der ersten DFB-Pokal-Runde gegen den SV Wehen Wiesbaden sein erstes Pflichtspieltor für das Bundesligateam der Stuttgarter.
Eintracht Braunschweig
In der Winterpause 2011/12 unterschrieb er bei Eintracht Braunschweig einen Vertrag bis zum 30. Juni 2013. Bei der Eintracht absolvierte er von Februar bis Dezember 2012 alle 34 möglichen Partien. Im Januar 2013 verlängerte er seine Vertragslaufzeit bis Sommer 2015. Am Saisonende stieg er mit der Eintracht in die Bundesliga auf, wo er am 10. August 2013 (1. Spieltag) bei der 0:1-Niederlage im Heimspiel gegen Werder Bremen debütierte.
TSG 1899 Hoffenheim

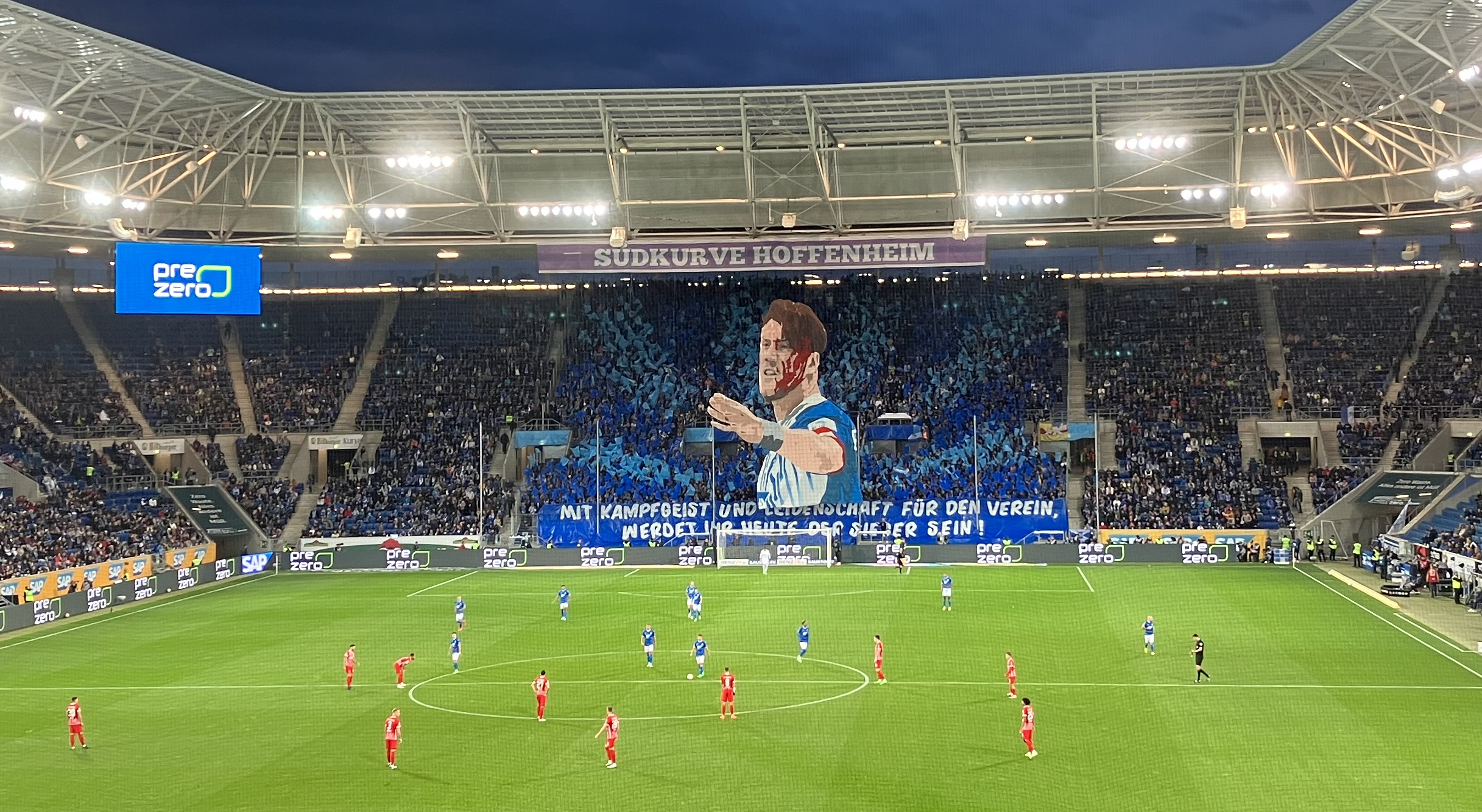
Fan-Liebling Bičakčić im September 2022 als Choreografie auf der Südkurve der PreZero-Arena.

Nach dem Abstieg mit Eintracht Braunschweig wechselte Bičakčić zur Saison 2014/15 zur TSG 1899 Hoffenheim. Bei seinem Debüt für die TSG in der 1. Runde des DFB-Pokals im August 2014 erzielte er beim 0:9-Auswärtssieg beim USC Paloma Hamburg direkt per Kopfball auch sein erstes Tor für die Hoffenheimer. Bičakčić kam bei Hoffenheim immer regelmäßig zum Einsatz, häufig in der Startelf, aber gelegentlich auch nur als Einwechselspieler. Mit Hoffenheim spielte Bičakčić in der Spielzeit 2017/18 in der UEFA Europa League und in der folgenden Spielzeit beim Heimspiel gegen Olympique Lyon auch erstmals in der UEFA Champions League. Bičakčić wurde durch seinen Kampfgeist und seine Identifikation mit dem Verein sehr schnell zu einem der Lieblingsspieler der Fans. Beim 4:1-Sieg der TSG Hoffenheim gegen den FC Bayern München im September 2020 musste Bičakčić mit einem Kreuzbandriss in der 39. Spielminute ausgewechselt werden. Auf Grund der Verletzung verpasste er den kompletten Rest der Spielzeit 2020/21, sowie auch den größten Teil der Spielzeit 2021/22. Um nach der langen Verletzungspause wieder Spielpraxis zu sammeln, spielte Bičakčić im Oktober 2022 beim 4:1-Heimsieg gegen den SGV Freiberg erstmals für die 2. Mannschaft der TSG in der Regionalliga Südwest. Im Juli 2023 gab die TSG Hoffenheim bekannt, dass man sich gemeinsam darauf verständigt hat den auslaufenden Vertrag nicht zu verlängern und Bičakčić die TSG nach 9 Jahren und 147 Pflichtspielen verlassen wird.
Rückkehr nach Braunschweig
Nach 4 Monaten ohne Verein kehrte Bičakčić Ende Oktober 2023 zu Eintracht Braunschweig zurück und unterschrieb dort einen Vertrag für die restliche Spielzeit. In Braunschweig war er von Beginn an in der Startelf gesetzt und absolvierte 22 von möglichen 24 Ligaspielen. Ende Juni 2024 verlängerte Bičakčić seinen Vertrag um ein weiteres Jahr und wurde zu Beginn der Spielzeit 2024/25 zum Mannschaftskapitän ernannt. Am Ende der Spielzeit wurde sein Vertrag in Braunschweig nicht verlängert.

## Nationalmannschaft
Am 16. Mai 2008 erhielt Bičakčić die deutsche Staatsbürgerschaft. Sechs Tage später debütierte er für die deutsche U18-Nationalmannschaft gegen die Türkei. Am 21. April 2009 spielte Bičakčić erstmals für die U19 von Bosnien und Herzegowina in deren Begegnung mit Slowenien. Im Oktober 2009 gewann er mit der württembergischen Auswahl als Mannschaftskapitän den DFB-Länderpokal. Im Juni 2013 erhielt er seinen bosnisch-herzegowinischen Pass zurück, womit er seitdem im Besitz der doppelten Staatsbürgerschaft ist. Im Juli 2013 wurde Bičakčić erstmals in die bosnische A-Nationalmannschaft berufen; seinen ersten Einsatz hatte er am 14. August 2013 in einem Freundschaftsspiel gegen die USA. In seinem dritten Länderspieleinsatz erzielte er in der Partie gegen die Slowakei sein erstes Tor für die Nationalmannschaft. Dem Team gelang dann durch einen Sieg gegen Litauen auch noch die erstmalige Qualifikation für eine WM-Endrunde.
Am 7. Mai 2014 wurde er vom bosnischen Trainer Safet Sušić in den Kader für die Weltmeisterschaft 2014 berufen. Bei dem Turnier stand Bičakčić nur im ersten Spiel gegen Argentinien auf dem Spielfeld und die Auswahlmannschaft schied bereits in der Gruppenphase aus. Danach spielte er bis zu seinem Kreuzbandriss im September 2020 weiterhin regelmäßig für die Nationalmannschaft, die sich in dieser Zeit für kein weiteres Turnier qualifizieren konnte. Nach vier Jahren ohne Länderspiel wurde Bičakčić Mitte Mai 2024 erstmals wieder in den Kader der Auswahlmannschaft einberufen.

## Erfolge
VfB Stuttgart
- Meister der A-Junioren Bundesliga Süd/Südwest: 2007/08

Eintracht Braunschweig
- Aufstieg in die Bundesliga: 2012/13